# Slåttjärnarna (Nyhems socken, Jämtland, 698725-149243)
Slåttjärnarna är en sjö i Bräcke kommun i Jämtland och ingår i Ljungans huvudavrinningsområde.